# 佐藤和也 (工学者)
佐藤 和也（さとう かずや、1968年 - ）は、日本の工学者。佐賀大学教授。専門は制御工学。博士（工学）（九州工業大学・1996年）。

## 略歴
- 1986年3月　広島県立安古市高等学校卒業
- 1991年3月　九州工業大学工学部制御工学科卒業
- 1993年3月　九州工業大学大学院工学研究科博士前期課程修了
- 1996年3月　九州工業大学大学院工学研究科博士後期課程修了、博士（工学）
- 1996年4月　佐賀大学理工学部生産機械工学科　講師
- 1999年4月　佐賀大学理工学部機械システム工学科　助教授
- 2007年4月　佐賀大学理工学部機械システム工学科　准教授
- 2010年4月　佐賀大学大学院工学系研究科先端融合工学専攻（医工学コース）　准教授
- 2010年4月　九州工業大学大学院工学系研究科　非常勤講師
- 2014年4月　佐賀大学大学院工学系研究科機械システム工学専攻　教授
- 2018年4月　佐賀大学教育研究院自然科学域理工学部　教授

## 受賞歴
- 1999年　計測自動制御学会九州学術奨励賞
- 2013年　計測自動制御学会著述賞
- 2014年　International Conference on Advanced Mechatronic Systems Best Paper Award

## 著書
- 「はじめての現代制御理論」
- 「はじめての線形代数学」
- 「はじめての制御工学」